# Hogland (musikproducent)
Linus Höglund, känd som Hogland, född 1997 i Stockholm, är en svensk musikproducent, DJ och låtskrivare.
Han startade sin karriär 2015 med sin första låt "The Night" som placerade sig i topp 3 på Spotifys svenska virallista. Under sommaren 2019 släppte han låten "Letting Go" tillsammans med sångaren KIDDO. Låten placerade sig på Spotifys Topp 50 i Sverige, och även på Sverigetopplistan där låten höll en plats under 13 veckors tid. Låten fick även internationell uppmärksamhet då flera andra DJ:s, bland annat Kygo, spelade låten under sina spelningar. Hogland har numera över 230 miljoner streams på Spotify, varav "Letting Go" är hans största hit hittills med 61 miljoner streams (januari 2025) och har sålt platina i Sverige.
2024 släppte Hogland den uppmärksammade låten "Tillfälligheter / Hungry Hearts" tillsammans med artisterna Nause och Veronica Maggio. Låten placerade sig på Spotifys topp 50 i Sverige redan första dagen, och nådde plats nummer 9 på listan. Låten låg även på Sverigetopplistan under 14 veckors tid och sålde sedermera guld i Sverige.

## Diskografi
Singlar och EP
| År   | Titel                           | Medverkande             | Certifikat        |
| ---- | ------------------------------- | ----------------------- | ----------------- |
| 2015 | The Night                       | Johnning                |                   |
| 2016 | Getaway                         |                         |                   |
| 2016 | 2 Young 2 Die                   | Johnning                |                   |
| 2017 | Got You Babe                    | Vinil                   |                   |
| 2017 | We Don't Care                   | Vinil, AVA              |                   |
| 2017 | Obsessed                        | Jobe                    |                   |
| 2017 | Ruled the World                 | Jobe                    |                   |
| 2017 | The Edge                        | Lucas Estrada, G Curtis |                   |
| 2018 | Someone New                     | Nora Hedin              |                   |
| 2018 | Better Runaway                  | Vinil, Johnning         |                   |
| 2018 | Missed Call                     | Tanjent                 |                   |
| 2018 | Over You                        | Freddie Joon            |                   |
| 2018 | All Alone                       |                         |                   |
| 2019 | Letting Go                      | KIDDO                   | IFPI SWE: Platina |
| 2019 | Cross My Heart                  | Philip Strand           |                   |
| 2019 | Only You                        | Bryan Finaly            |                   |
| 2020 | Without Wings                   | KIDDO                   |                   |
| 2020 | Just a Little                   | Melanie Wehbe           |                   |
| 2020 | Scars                           | Wiktoria                |                   |
| 2021 | Telling Me Yes                  |                         |                   |
| 2021 | Holy                            | Charlie South           |                   |
| 2021 | Get Up                          | Charlie South           |                   |
| 2021 | Fall For You                    | William Segerdahl       |                   |
| 2021 | Count On Me                     | Charlie South           |                   |
| 2022 | Used To                         | EEVA                    |                   |
| 2022 | Never Need                      | Charlie South           |                   |
| 2022 | Perfect Stranger                | Mark Klaver             |                   |
| 2023 | Lord                            |                         |                   |
| 2023 | After Life                      |                         |                   |
| 2023 | Same Wave                       | Salena Mastroianni      |                   |
| 2024 | Location Unknown                |                         |                   |
| 2024 | Tillfälligheter / Hungry Hearts | Nause, Veronica Maggio  | IFPI SWE: Guld    |
| 2024 | Dance Dance                     | Repiet                  |                   |
| 2024 | Regnblöta skor (Remix)          | Miriam Bryant           |                   |